# Elizabeth Holloway Marston
Elizabeth Holloway (1893-1993) fou una advocada i psicòloga estatunidenca, pionera en diversos aspectes del feminisme contemporani, inspiradora de la superheroïna Wonder Woman.
Nascuda a l'Illa de Man i criada a Boston en una família tradicionalista, Holloway es matriculà en el Mount Holyoke College, centre neuràlgic del sufragisme a Massachusetts, on es graduà en psicologia l'any 1915; el mateix any es casà amb el també psicòleg William Moulton Marston: com Marston creia en la causa feminista, quan ambdós s'apuntaren a estudiar dret a Harvard i Holloway fon traslladada a Radcliffe per ser dona, es canvià a la Boston University School of Law, d'on es graduà l'any 1918 mentre venia llibres de cuina a per a pagar els estudis.
Ambdós establiren una relació de poligàmia amb Olive Byrne que incloïa la pràctica del bondage; després de la mort de Marston, les dones conviviren juntes fins a la mort de Byrne en 1985:
William Marston es va inspirar en elles dos per al personatge de Wonder Woman, després que rebera l'encàrrec editorial de crear un nou superheroi: Holloway fon la que propongué que el personatge fóra una dona, i Marston s'inspirà en el perfil liberal de la seua muller i en el físic d'Olive Byrne, neboda de la feminista Margaret Sanders, amb la qual compartirien més tard la relació.
Tant Holloway com Byrne col·laboraren amb Marston durant els sis anys en què guionitzà els còmics de Wonder Woman, després dels quals el personatge perdé el caràcter feminista.
Holloway i Marston dissenyaren un sistema de detecció de mentires basat en la pressió arterial, precedent del polígraf, que també inspirà el llaç que du Wonder Woman per a obligar els enemics a dir la veritat; a més, el personatge fon creat per a empoderar les dones i el lesbianisme.